# Aleksandr Sergueïevitch Voltchkov
Pour les articles homonymes, voir Voltchkov.
Pour l’article homonyme, voir Aleksandr Voltchkov.
Aleksandr Sergueïevitch Voltchkov - en russe : Александр Сергеевич Волчков et en anglais Aleksandr Volchkov - (né le 11 janvier 1952 à Moscou en URSS) est un joueur professionnel russe de hockey sur glace devenu entraîneur.

## Carrière

### Carrière de joueur
Il commence sa carrière professionnelle en 1970 avec le HK CSKA Moscou. Il remporte neuf titres de champion d'URSS et trois Coupe d'URSS avec le club de l'armée. En 1983, il met un terme à sa carrière après deux saisons avec le SKA Saint-Pétersbourg. Il termine avec un bilan de 446 matchs et 155 buts en élite russe.

### Carrière internationale
Il a représenté l'URSS à 23 reprises (5 buts) sur une période de quatre saisons de 1972 à 1977. Il a participé à une édition des championnats du monde conclue par une médaille d'or ainsi qu'à la Série du siècle 1972.

### Carrière d'entraîneur
Il a entraîné le HK CSKA Moscou de 1996 à 1998. Il est à la tête du HK Khimvolokno Mahiliow dans l'Ekstraliga.

## Statistiques

### En équipe nationale
| Année | Équipe      | Compétition |    | PJ | B | A  | Pts | Pun           |  | Résultat |
| 1971  | URSS Junior | CE Jr.      | 5  | 8  | 4 | 12 | 4   | Médaille d'or |  |          |
| 1973  | URSS        | CM          | 10 | 3  | 3 | 6  | 2   | Médaille d'or |  |          |